# Rubież (rejon lelczycki)
Rubież (biał. Рубеж; ros. Рубеж, Rubież) – wieś na Białorusi, w obwodzie homelskim, w rejonie lelczyckim, w sielsowiecie Dubrowa.
Wieś położona jest wśród dużego kompleksu leśno-bagiennego.

## Historia
W dwudziestoleciu międzywojennym grupa chutorów położonych w granicach Związku Sowieckiego. Od 1991 w niepodległej Białorusi.